# Poverty Row
Poverty Row (dt. Armutsviertel, wobei Row nicht nur für Reihe, sondern auch für Spektakel, Klamauk stehen könnte) war ein Begriff, der in Hollywood umgangssprachlich für die Gruppe kleinerer und kleinster Filmstudios verwendet wurde, die in der billigeren Gegend Hollywoods, abseits vom Sunset Boulevard rund um die heutige Gower Street beheimatet waren und überwiegend Low-Budget-Filme herausbrachten.
Als Abgrenzung zu den großen Hollywood-Studios (MGM, Paramount, Fox, Warner, RKO, Universal, Columbia, United Artists) wurde der Begriff gegen Ende der Stummfilmzeit geprägt und bezog sich alsbald – unabhängig von der geografischen Lage – auf alle kleinen Filmgesellschaften, die anfangs keine eigenen Stars hatten, sich die Ausrüstung häufig leihen mussten und mit wenig Aufwand so genannte B-Movies produzierten. Die meisten Poverty Row Studios verschwanden nach kurzer Zeit wieder.
Bedeutung erhielten Republic Pictures, bei denen John Wayne in mehreren Low-Budget-Western, aber auch dem John-Ford-Klassiker Der Sieger mitwirkte, und Harry Cohns CBC Filmgesellschaft, aus der Columbia Pictures hervorging. Zu den bekannteren Studios gehörten zudem Monogram Pictures mit u. a. den Serien um Charlie Chan (ursprünglich von Fox) und die East Side Kids / Bowery Boys sowie PRC (Producers Releasing Corporation) mit u. a. diversen Fuzzy-Western und dem anerkannten Film-noir-Klassiker Umleitung.